# Keith Milow

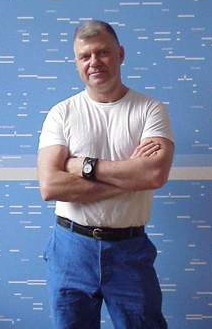
Keith Milow

Keith Milow (* 29. Dezember 1945 in London) ist ein abstrakter Maler, Radierer und Bildhauer. Er lebte von 1980 bis 2002 in New York und von 2002 bis 2014 in Amsterdam und lebt seit 2014 in London.
Seine Arbeit wurde bezeichnet als architektonisch, monumental und (post-)minimalistisch. In den siebziger Jahren gehörte er, zusammen mit Richard Long, Mark Lancaster, Tim Head, Nicholas Pope, Michael Craig-Martin, John Walker, Barry Flanagan, Gilbert & George und Derek Jarman, zu den bekanntesten Exponenten der britischen Avantgarde-Kunst. Schon sehr früh in seiner Karriere war Milow, auf eine nicht-religiöse Art fasziniert von der Form des lateinischen Kreuzes. Einen wichtigen Einfluss auf seine Arbeit hatte die abstrakte Kunst des holländischen Malers Piet Mondriaan. Während des letzten Jahrzehntes des 20. Jahrhunderts arbeitete Milow an einer Serie von Gemälden und Skulpturen ('Tondi'), die eine Hommage an die großen Künstler des 20. Jahrhunderts bildeten. Manche rezente Gemälde und Zeichnungen sind so mathematisch konstruiert, dass sie fast wie computergeneriert aussehen.
Keith Milow bekam seine künstlerische Bildung an der Camberwell School of Art (1962–1967) und am Royal College of Art (1967–1968), beide in London. 1970 bekam er eine Gregory Fellowship von der University of Leeds und 1972 die wichtige Harkness Fellowship nach New York. Weitere Preise und Auszeichnungen bekam er von der Calouste Gulbenkian Foundation (1976), von der Arts Council of Great Britain (1979), von der Edward Albee Foundation (1983) und von der Pollock-Krasner Foundation (2017).
Werke von Keith Milow befinden sich u. a. in Museen in den Niederlanden (Rijksmuseum Twenthe), in Ungarn (Museum der bildenden Künste Budapest), in den USA (Museum of Modern Art, Guggenheim Museum, Walker Art Center, Dallas Museum of Art, Denver Art Museum), in Großbritannien (Tate Gallery, Henry Moore Foundation, Leeds City Art Gallery) und Australien (National Gallery of Australia, Art Gallery of South Australia).

## Weblinks

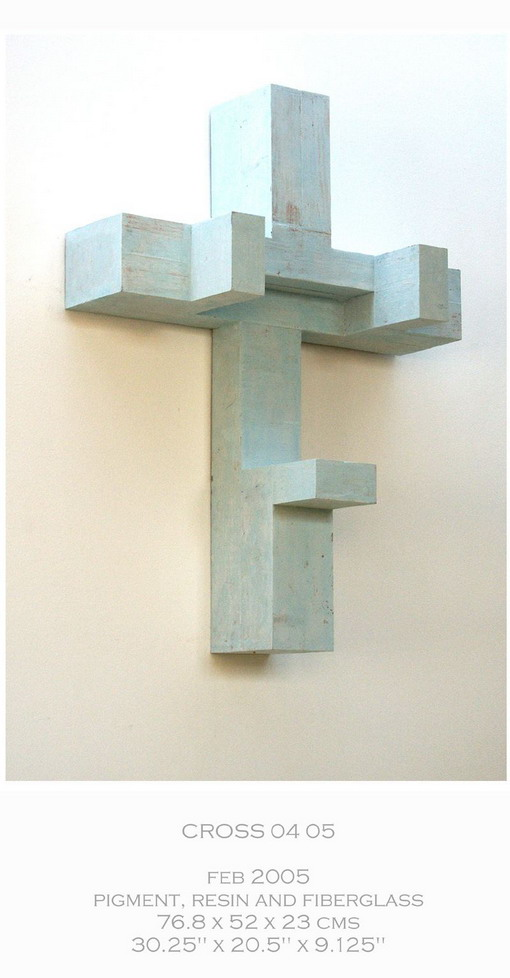
Cross Sculpture, 2005
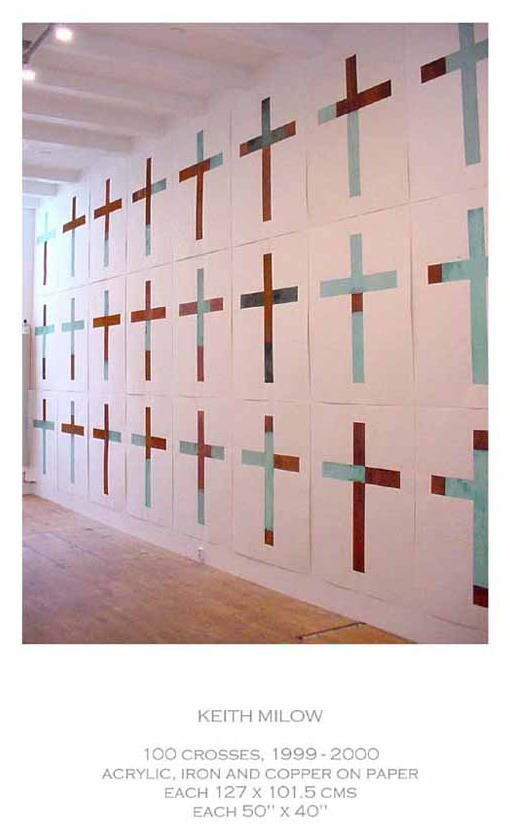
Cross Drawings, 1999–2000
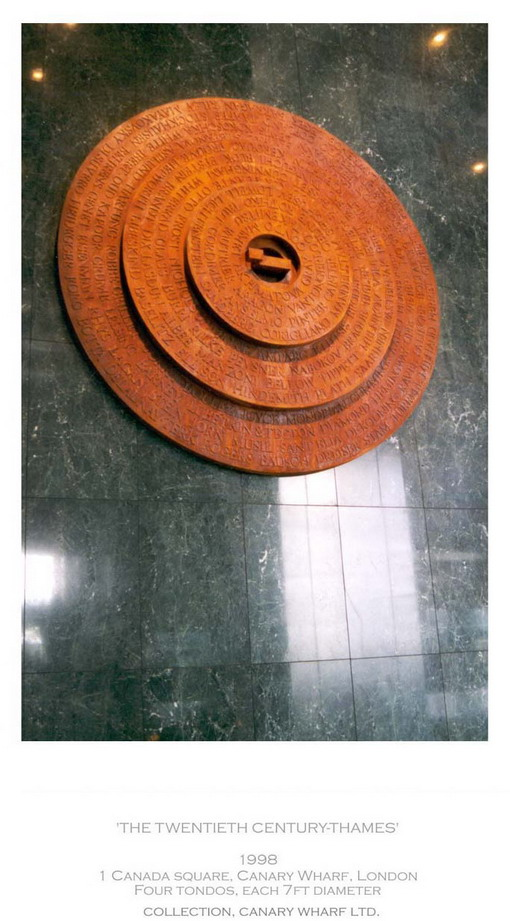
20th Century-Thames, 1998
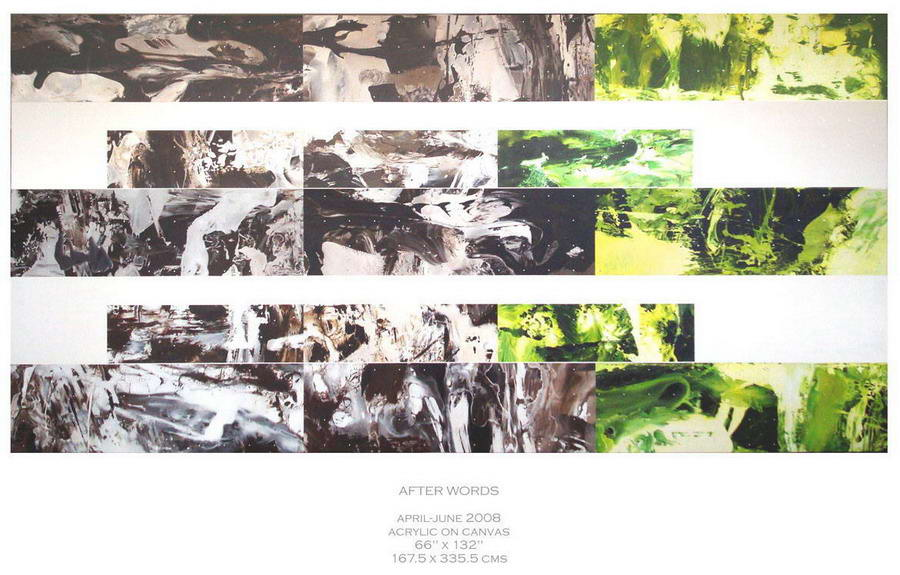
After Words, 2008